# الدفاع ضد السحر الأسود

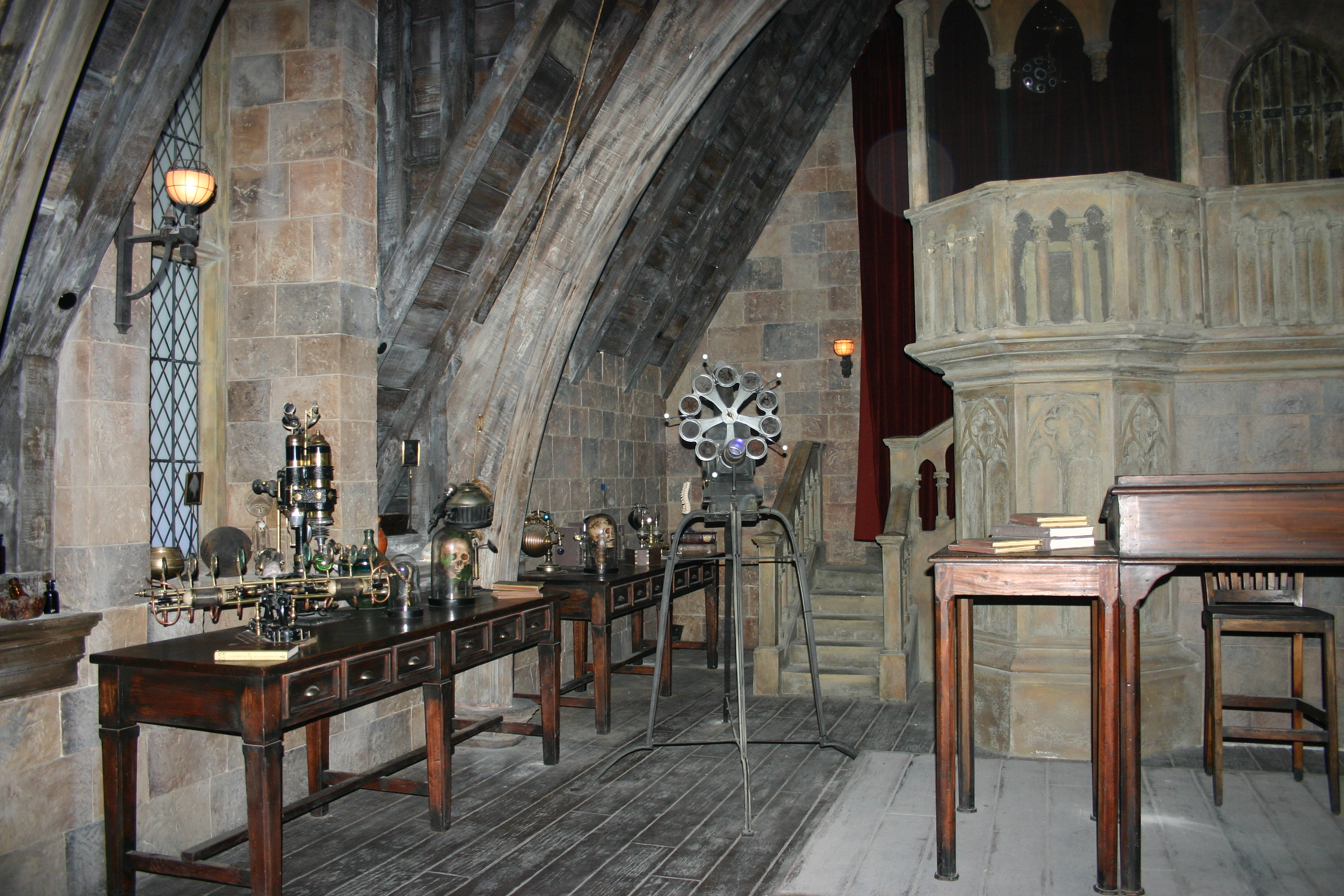

الدفاع ضد فنون الظلام الدفاع ضد السحر الأسود، الدفاع ضد فنون السحر الأسود، الدفاع ضد سحر الظلام (بالإنجليزية: Defence Against the Dark Arts)‏ مادة دراسية خيالية تُدرس في مدرسة هوغوورتس للسحر والشعوذة في سلسلة هاري بوتر للمؤلفة البريطانية جيه كيه رولينغ. تدريس هذه المادة إلزامي لجميع تلاميذ هوغوورتس منذ سنتهم الأولى، وحتى سنتهم السابعة، بسبب حاجة السحرة الدائمة إلى الدفاع عن أنفسهم ضد مخلوقات الظلام، أو ضد سحرة الظلام الذين يستخدمون سحر الظلام ضد مناوئيهم. تُعاني هوغوورتس في توفير أستاذ لتدريس هذه المادة منذ أن رفض ألباس دمبلدور طلب لورد فولدمورت لتدريس هذه المادة، ومنذ ذلك الحين، لم يبق أستاذ للمادة أكثر من سنة واحدة، وانتهى بعضهم بالموت أو الجنون.

## تاريخ تدريس المادة
لم يُذكر في السلسلة ما يشير إلى تعرض المدرسة إلى أي مشكلة في الاحتفاظ بمعلم لهذه المادة قبل أن يتقدم لها توم مارفولو ريدل مرتين، الأولى في 1947 والثانية في 1956 ، وفي المرتين رُفض طلبه بسبب دمبلدور الذي كان نائب مدير المدرسة في المرة الأولى، ومديرها في المرة الثانية. في المرة الأولى أوحى دمبلدور إلى مدير المدرسة أرماندو ديبيت برفض توم ريدل بدعوى صغر سنه، وفي الثانية رفضه لأنه قد سمع عنه أموراً مروعة، وكان ذلك في بداية تحول توم ريدل الكلي إلى الشكل الذي أصبح عليه فولدمورت فيما بعد. ويقول دمبلدور أنه لم يفلح بعدها في الاحتفاظ بمعلم لهذه المادة أكثر من سنة واحدة.
في 1981 تقدم سيفروس سنيب لموقع أستاذ الدفاع ضد فنون الظلام لكن طلبه رُفض لأسباب غير معروفة، عدا ما قاله سنيب عن اعتقاد دمبلدور أن تدريسه لهذه المادة سيغريه بالعودة إلى سيرته الأولى كآكل موت، وإجابة رولينغ على سؤال بهذا الصدد، حيث قالت أن تدريس سنيب لهذه المادة سيخرج جانبه الأسوأ. مع ذلك، نجح سنيب أخيراً في الحصول على المنصب في 1996 في سنة هاري بوتر السادسة في هوغوورتس. وانتهت أحداث السنة بمقتل دمبلدور على يد سنيب.
بالرغم من فشل فولدمورت في الحصول على وظيفة أستاذ لمادة الدفاع ضد فنون الظلام، فإن ثلاثة من مدرسي هذه المادة كانا من أتباعه، كويرينس كويريل وسيفروس سنيب، وبارتيموس كروتش الابن، واحتل فولدمورت جسد الأول ليتجول في هوغوورتس بحثاً عن حجر الفلاسفة.

### مدرسو الدفاع ضد فنون الظلام
- غالاتيا ميريثوت

تولت تدريس هذه المادة قبل خمسين عاماً من الأحداث بل حتى انه مات من الحالية للسلسلة، وحاول توم ريدل الحصول على وظيفتها بعد أن علم أن تقاعدها قريب بسبب تقدمها في السن.
- لورنس كويريل

تولى تدريس هذه المادة في العام الدراسي 1991- 1992، انتهى بالموت بعد أن غادر فولدمورت جسده، ولم يبد أي مهارات خاصة في فنون الدفاع ضد السحر الأسود.
- غيلدروي لوكهارت

بعد موت كويريل، تولى لوكهارت تدريس المادة في العام الدراسي 1992-1993 بسبب شهرته الكبيرة كمدافع ضد فنون الظلام، وكتبه التي تحتل المراتب الأولى كأفضل الكتب مبيعاً. اتضح أنه لم يفعل شيئاً مما كتبه، وأن السحر الوحيد الذي يجيده هو محو الذاكرة. أصيب بفقدان ذاكرة تام بعد أن حاول إلقاء تعويذة نسيان على هاري بوتر ورون ويزلي، وموقعه الحالي هو مستشفى سانت مونجو.
- ريموس لوبين

تولى ريموس لوبين تدريس المادة في العام الدراسي 1993-1994، وكان تعيينه في هذه الوظيفة مخاطرة كبيرة من قبل دمبلدور لأنه مستذءب. أبدى لوبين براعة كبيرة في تدريس المادة، وعلم تلاميذه كيف يقهرون مخاوفهم ويواجهون البوجارت الذي يمثل أسوأ مخاوف من يظهر أمامه، كما أنه علم هاري بوتر تعويذة الحامي. وأحبه معظم تلاميذه لميله إلى معاونتهم، وبراعته في التدريس. تولى سيفروس سنيب تدريس بعض الحصص بدلاً عنه فدرس التلاميذ عن المستذءبين رغبة منه في أن يكتشف أحدهم حقيقة لوبين، ولم يفعل ذلك سوى هرمايني غرينجر. بعد أحداث هروب سيريوس بلاك ومواجهته مع هاري ورفاقه ولوبين، وهروب بيتر بيتيغرو، أعلن سنيب حقيقة لوبين لجميع تلاميذه، الأمر الذي اضطره إلى تقديم استقالته ومغادرة المدرسة.
- ألاستور مودي/ بارتيميوس كروتش الابن

أوكل دمبلدور مهمة تدريس مادة الدفاع ضد فنون الظلام إلى ألاستور مودي، المدافع السابق ضد فنون الظلام، في العام الدراسي 1994-1995، فأدى مهمته بشكل جيد، لكنه لم يكن محبوباً بشكل خاص من الطلبة، بسبب مظهره الغريب، وأسلوبه الصادم في التدريس. عرض مودي التعاويذ التي لا تغتفر على تلاميذه، وجرب بعضها عليهم، ما أدى إلى غضب وزارة السحر. وبعد أحداث عودة فولدمورت، اتضح أن مودي لم يكن إلا آكل الموت بارتيميوس كروتش الابن متنكراً في هيئة مودي. عوقب كروتش الابن بامتصاص روحه من قبل الدمنتورات.
- دولوريس أمبريدج

بعد أن قررت وزارة السحر التستر على عودة فولدمورت واعتبارها كأن لم تكن، قررت إحكام قبضتها على مدرسة هوغوورتس فأرسلت وكيلة الوزارة دولوريس أمبريدج لتكون مفتشة هوغوورتس في العام الدراسي 1995-1996، ومعلمة المادة في الوقت نفسه. خلال حصصها لم يدرس التلاميذ شيئاً، ولم يفعلوا غير قراءة كتبهم الدراسية دون أي تطبيق عملي. لم تتكلم الكتب التي فرضتها أمبريدج عن أي تعاويذ دفاعية، بل حاولت إنكار مفهوم السحر الأسود والسحر الدفاعي ضده، وكنتيجة لأساليبها في التدريس تكون جيش دمبلدور الذي قاده هاري بوتر وعلم أفراده أداء التعاويذ الدفاعية. استدرج هاري وهرمايني أمبريدج إلى الغابة المحرمة بعد أن عينت نفسها مديرة للمدرسة، وهناك تركاها للقناطير الغاضبة من إهاناتها المتكررة لها. استعادها ألباس دمبلدور من الغابة في حالة سيئة من الصدمة والرعب.
- سيفروس سنيب

بعد ستة عشر عاماً من التقدم للوظيفة، قبل ألباس دمبلدور أخيراً تولي سنيب تدريسها بسبب عدم توفر أي بديل آخر، وقد يكون ذلك بسبب رغبته في ضم أستاذ الوصفات المخضرم هوراس سلوغهورن إلى طاقم التدريس في المدرسة. أبدى سنيب شغفاً كبيراً بفنون الظلام، وأعلن أنها كالهايدرا، كلما قُطع رأس لها، نبتت مكانه رؤوس أخرى. واعتقد البعض أنه قد يكون معلم الدفاع عن فنون الظلام، لا ضدها. لكنه أدى مهمته التدريسية بنجاح بأسلوبه البارد الذي كان يستخدمه حين كان معلماً للوصفات. وفي 1997 هرب من هوغوورتس برفقة دراكو مالفوي بعد أن اغتال ألباس دمبلدور.
- اماجوس كارو

## إشارات
1. 1 2 3 4  جيه كيه رولينغ. هاري بوتر والأمير الخليط. بلومزبري. 2005
2. ↑  ريشة الاقتباسات السريعةنسخة محفوظة 08 سبتمبر 2006 على موقع واي باك مشين.
3. ↑  جيه كيه رولينغ. هاري بوتر وحجر الفلاسفة. بلومزبري. 1997
4. ↑  جيه كيه رولينغ. هاري بوتر وحجرة الأسرار. بلومزبري. 1998
5. ↑  جيه كيه رولينغ. هاري بوتر وسجين أزكابان. بلومزبري. 1999
6. ↑  جيه كيه رولينغ. هاري بوتر وكأس النار. بلومزبري. 2000
7. ↑  جيه كيه رولينغ. هاري بوتر وجماعة العنقاء. بلومزبري. 2003